# Hypocreopsis rhododendri
Hypocreopsis rhododendri är en svampart som beskrevs av Thaxt. 1922. Hypocreopsis rhododendri ingår i släktet Hypocreopsis och familjen Hypocreaceae.   Inga underarter finns listade i Catalogue of Life.